# Cá lòng tong tam giác
Cá lòng tong tam giác (danh pháp hai phần: Trigonostigma espei) là loài cá vây tia thuộc chi Trigonostigma.
Loài cá nhỏ này có chiều dài tối đa 2,5 cm. Chúng sinh sống trong các ao hồ hay đầm lầy với thảm thực vật thủy sinh rậm rạp tại Thái Lan và Campuchia. Tháng 12 năm 2010, Tổ chức Bảo vệ Động vật hoang (WAR) công bố phát hiện thêm 12 loài cá nước ngọt tại đảo Phú Quốc, tỉnh Kiên Giang, Việt Nam, trong đó có cá lòng tong tam giác.

## Hình ảnh

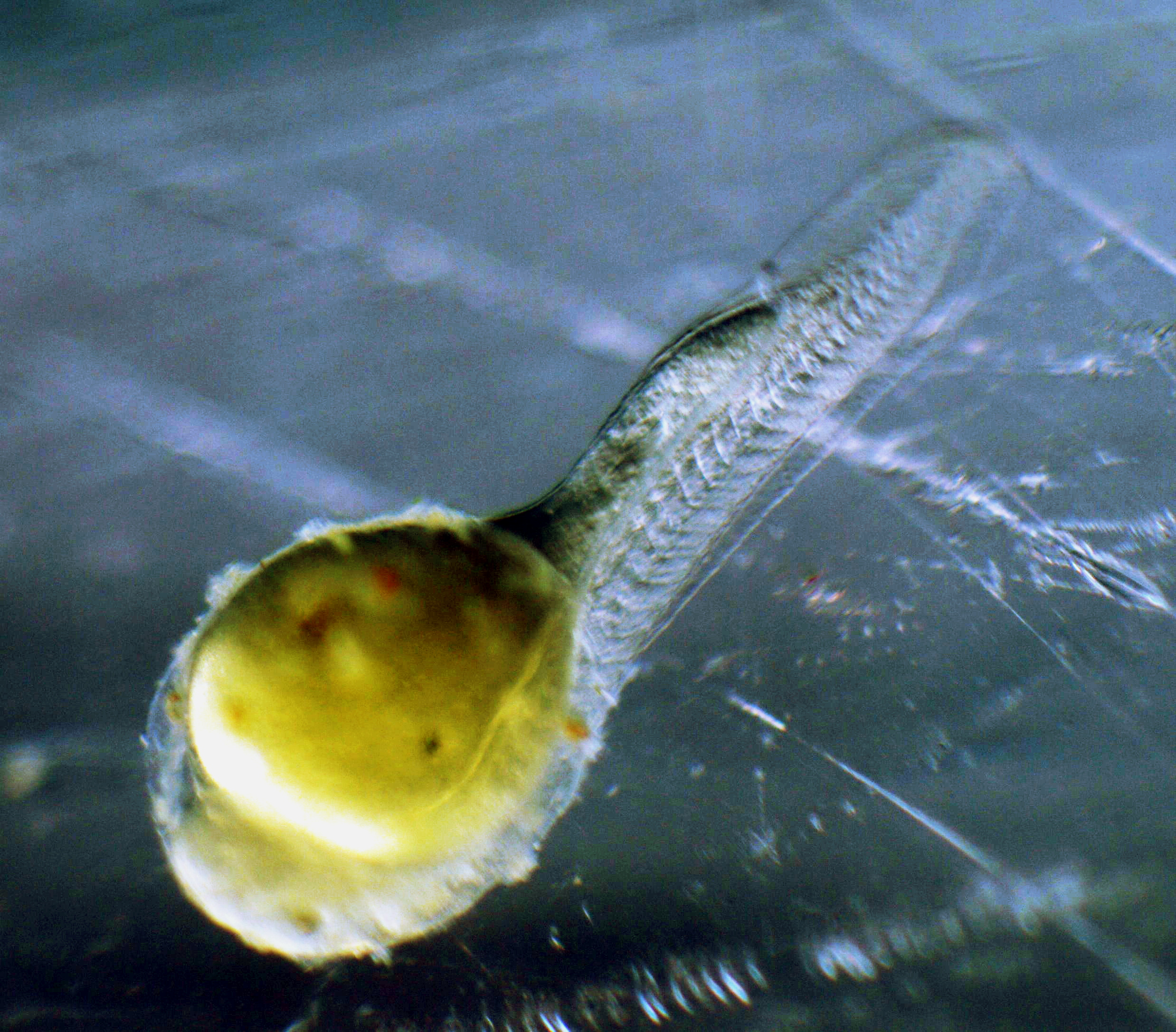